# 조선민주주의인민공화국의 성소수자 권리
조선민주주의인민공화국에서 동성애, 양성애 등 다양한 성적 지향은 형식적 차원에서 불법으로 명시되지는 않지만, 실질적인 차원에서 불법 및 반(反)사회주의 행위로 간주된다. 따라서 조선민주주의인민공화국의 성소수자들은 각종 법적 문제에 직면한다.

## 헌법
2013년에 개정된 조선민주주의인민공화국 사회주의헌법은 '국가 및 공공활동의 모든 영역에서' 시민들의 권리를 보장하고 있으나, 성적 지향과 성 정체성에 따른 차별을 완화하기 위한 조치를 취하고 있지 않다.

## 형법
조선민주주의인민공화국의 형법은 동성애 행위를 명시적으로 금지하지 않고, 성적 행위에 대한 자기결정권을 보유한 상태에서 행해지는 동성애에 대해서는 처벌하지 않는다.
그러나 동성애자를 포함한 성소수자에 대한 사실상의 금지는 조선민주주의인민공화국 정부가 '사회주의 생활 방식'에 반하는 것으로 취급함으로써 나타난다. 조선민주주의인민공화국에서 성소수자는 일반적으로 ‘자본주의의 퇴폐 구습에 물든 자’로 간주되는데 이는 조선민주주의인민공화국 관영 매체에서 표현되는 “더럽기 짝이 없는 동성 연애” 등의 표현을 통하여 간접적으로 확인할 수 있다. 경우에 따라 성소수자는 조선민주주의인민공화국 내에서 징역형, 심하면 사형에 처해지기도 한다.

## 가족 정책
1990년대 이후 북조선 정부는 혼전성교, 간통죄와 관련해 전향적인 노력을 기울이기로 하였으나, 이러한 사회적 자유주의는 성소수자에게는 적용되지 않는 것으로 여겨진다.

## 같이 보기
- 대한민국의 성소수자 권리
- 장영진